# Nowa Zelandia na Zimowych Igrzyskach Paraolimpijskich 2018
Nowa Zelandia na Zimowych Igrzyskach Paraolimpijskich 2018 – występ kadry sportowców reprezentujących Nową Zelandię na igrzyskach paraolimpijskich w Pjongczangu w 2018 roku.
W kadrze znalazło się trzech zawodników, którzy rywalizowali w dwóch dyscyplinach. Chorążym został rywalizujący w narciarstwie alpejskim Corey Peters.
10 marca w alpejskim zjeździe osób siedzących pierwszy brązowy medal na igrzyskach w Pjongczangu otrzymał Corey Peters, który stracił do zwycięzcy 1,90 sekundy. Trzy dni później ten sam wynik osiągnął Adam Hall, który w superkombincji stracił do zwycięzcy 4,76 sekundy, zajmując trzecie miejsce. Na zakończenie igrzysk został mistrzem paraolimpijskim w slalomie, gdzie wyprzedził drugiego Francuza Arthura Baucheta o 0,39 sekundy.

## Medaliści
| Medal | Zawodnik     | Dyscyplina            | Konkurencja              | Data     |
| ----- | ------------ | --------------------- | ------------------------ | -------- |
| złoto | Adam Hall    | Narciarstwo alpejskie | Slalom mężczyzn          | 17 marca |
| brąz  | Corey Peters | Narciarstwo alpejskie | Zjazd mężczyzn           | 10 marca |
| brąz  | Adam Hall    | Narciarstwo alpejskie | Superkombinacja mężczyzn | 13 marca |

## Reprezentanci
| Zawodnik     | Dyscyplina            | Konkurencja     | Podgrupa | Czas                                                     | Strata | Miejsce | Źródło |
| ------------ | --------------------- | --------------- | -------- | -------------------------------------------------------- | ------ | ------- | ------ |
| Adam Hall    | Narciarstwo alpejskie | Zjazd           | LW1      | 1:27,52                                                  | +2,07  | 5.      | [ 6 ]  |
| Adam Hall    | Narciarstwo alpejskie | Supergigant     | LW1      | 1:29,86                                                  | +5,03  | 10.     | [ 7 ]  |
| Adam Hall    | Narciarstwo alpejskie | Superkombinacja | LW1      | 2:15,32                                                  | +4,76  | brąz    | [ 8 ]  |
| Adam Hall    | Narciarstwo alpejskie | Slalom          | LW1      | 1:36,11                                                  | –      | złoto   | [ 9 ]  |
| Carl Murphy  | Snowboarding          | Cross           | LL-2     | Q: 1:00,08 (Q) 1/8: A. Massie (W) ĆF: M. Suur-Hamari (P) | +1,87  | 6.      | [ 10 ] |
| Carl Murphy  | Snowboarding          | Slalom          | LL-2     | 50,21                                                    | +1,53  | 5.      | [ 11 ] |
| Corey Peters | Narciarstwo alpejskie | Zjazd           | LW12-1   | 1:26,01                                                  | +1,90  | brąz    | [ 12 ] |
| Corey Peters | Narciarstwo alpejskie | Supergigant     | LW12-1   | 1:28,80                                                  | +2,97  | 11.     | [ 13 ] |
| Corey Peters | Narciarstwo alpejskie | Slalom gigant   | LW12-1   | 2:20,23                                                  | +6,78  | 10.     | [ 14 ] |